# Wailly
Wailly ist eine französische Gemeinde mit 1.076 Einwohnern (Stand: 1. Januar 2022) im Département Pas-de-Calais in der Region Hauts-de-France. Die Gemeinde gehört zum Arrondissement Arras und zum Kanton Arras-1 (bis 2015: Kanton Arras-Sud).

## Geographie
Wailly liegt etwa sechs Kilometer südwestlich des Stadtzentrums von Arras. Das Gemeindegebiet wird vom Flüsschen Crinchon durchquert. Umgeben wird Wailly von den Nachbargemeinden Dainville im Norden, Achicourt im Nordosten, Agny im Osten, Ficheux im Süden und Südosten, Blairville im Süden, Rivière im Westen und Südwesten, Beaumetz im Westen und Nordwesten sowie Berneville im Nordwesten.

## Bevölkerungsentwicklung
| Jahr                      | 1962 | 1968 | 1975 | 1982 | 1990 | 1999 | 2006 | 2013 |
| ------------------------- | ---- | ---- | ---- | ---- | ---- | ---- | ---- | ---- |
| Einwohner                 | 578  | 567  | 613  | 811  | 969  | 971  | 1004 | 1079 |
| Quelle: Cassini und INSEE |      |      |      |      |      |      |      |      |

## Sehenswürdigkeiten
- Kirche Saint-Pierre
- Schloss Wailly aus dem 18. Jahrhundert

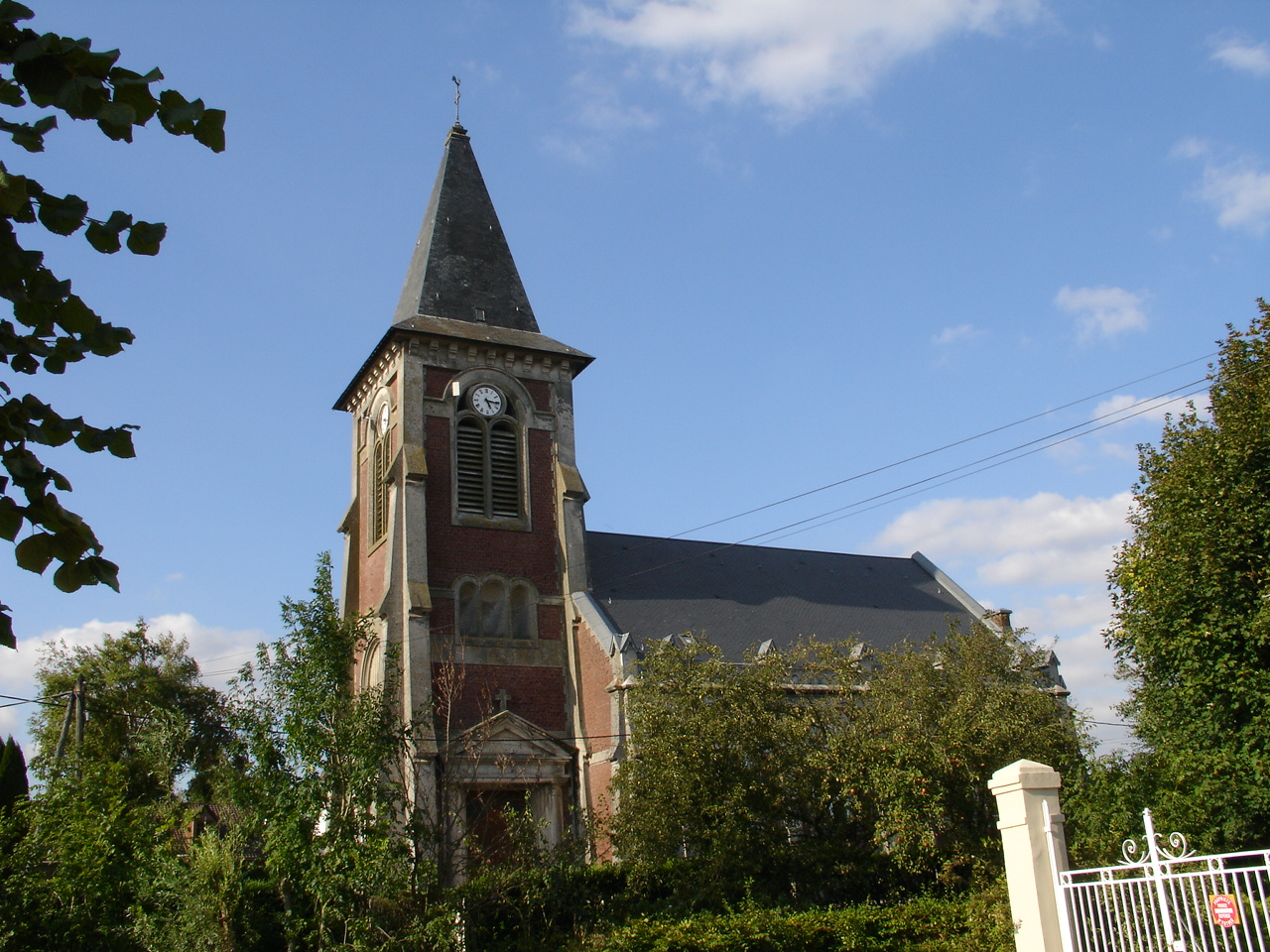
Kirche Saint-Pierre